# Cteniza
Cteniza là một chi nhện trong họ Ctenizidae.

## Các loài
- Cteniza brevidens (Doleschall, 1871)
- Cteniza ferghanensis Kroneberg, 1875
- Cteniza moggridgei O. P.-Cambridge, 1874
- Cteniza sauvagesi (Rossi, 1788)